# 曽根崎警察署
曽根崎警察署（そねざきけいさつしょ）は、大阪府警察が管轄する警察署の一つである。大規模警察署であり、署長は警視正である。
大阪を代表する繁華街、キタ地区を管轄しており、その地区での歓楽街対策の専門部署として、「キタ特別警察隊」が設置されている。
警察署現庁舎老朽化のため、地上13階建ての新庁舎を現在地に、2030年度（令和12年度）完成予定で新庁舎建設を計画中である。

## 概要
曽根崎警察署は阪急前交差点の南東角にあり、地階には府警の広報拠点である「コミュニティープラザ」が置かれ、梅田の地下街であるホワイティうめだから直接出入りできる。庁舎内には大阪府警察音楽隊が入居しており、大阪府警察信用組合の本店以外では唯一の有人店舗である曽根崎出張所もある。また1929年（昭和4年）に曽根崎警察署を建設中、地中から掘り起こされたごて地蔵が警察署の南側に祀られている。
署内には日本道路交通情報センター大阪センターのスタジオがあり、ラジオでの交通情報番組とNHK大阪放送局（総合テレビ）のニュース番組で道路情報を伝える。ラジオは一部高速道路については吹田市にある「高速吹田センター」から伝える場合もあるが、殆どは大阪センターを利用する局が多い。
またダウンタウンの浜田雅功の父・憲五郎はペンキ屋をしており、曽根崎警察署の壁塗りをしたことがある。壁を塗っていると取調室が見えたりした事があるというエピソードをHAMASHOの大阪ロケで梅田大陸橋から庁舎を眺めながら話した。

## 所在地
- 大阪市北区曽根崎二丁目16番14号
  - Osaka Metro谷町線 東梅田駅
  - Osaka Metro御堂筋線 梅田駅
  - 阪急 大阪梅田駅
  - 阪神 大阪梅田駅
  - JR西日本 大阪駅

## 管轄区域
- 大阪市北区のうち
  - 池田町
  - 浮田一丁目・二丁目
  - 梅田一丁目から三丁目（国道1号梅田新道交差点・国道2号・桜橋駐車場・北新地駅を除く）
  - 扇町一丁目・二丁目
  - 大深町
  - 角田町
  - 神山町
  - 菅栄町
  - 黒崎町
  - 小松原町
  - 芝田一丁目・二丁目
  - 曾根崎一丁目・二丁目
  - 太融寺町
  - 茶屋町
  - 鶴野町
  - 天神橋四丁目から六丁目
  - 兎我野町
  - 堂山町
  - 中崎一丁目から三丁目
  - 中崎西一丁目から四丁目
  - 浪花町
  - 錦町
  - 野崎町
  - 万歳町
  - 樋之口町
  - 南扇町
  - 山崎町

ただし、曽根崎新地は天満警察署の管轄である。

## 庁舎
- 1973年5月　竣工
- 地上11階、地下3階、高さ49.03メートル

## 沿革
- 1933年：ゴーストップ事件
- 1936年2月10日 - 地下鉄梅田駅の建設現場で陥没事故が発生。地上の曽根崎巡査派出所（当時）の建物も巻き込まれた[1]。
- 1973年5月：現在地に庁舎を改築竣工。
- 1982年11月1日：賭博ゲーム台汚職。防犯課風紀捜査係の巡査長が、賭博ゲーム台摘発情報を対象店に漏洩する見返りに現金を受け取っていた事が発覚。店の関係者が贈賄罪、本人も収賄罪で逮捕される。

## 交番
- 梅田地下街交番（大阪市北区曽根崎二丁目16番14号）
- 扇町公園交番（大阪市北区扇町一丁目1番41号）
- 大阪駅交番（大阪市北区梅田三丁目1番1号 西日本旅客鉄道大阪駅構内）
- 黒崎町交番（大阪市北区黒崎町5番18号）
- 芝田交番（大阪市北区芝田一丁目1番3号）
- 曽根崎二丁目交番（大阪市北区曽根崎二丁目5番12号）
- ダイヤモンド地下街交番（大阪市北区梅田一丁目 大阪駅前ダイヤモンド地下街5号）
- 天神橋五丁目交番（大阪市北区天神橋五丁目3番2号）
- 天神橋四丁目交番（大阪市北区天神橋四丁目4番5号）
- 西梅田交番（大阪市北区梅田三丁目3番8号）
- 阪急東通交番（大阪市北区小松原町3番18号）